# Каппельн (Рейнланд-Пфальц)
Каппельн (нім. Kappeln) — громада в Німеччині, розташована в землі Рейнланд-Пфальц. Входить до складу району Кузель. Складова частина об'єднання громад Лаутереккен-Вольфштайн.
Площа — 7,67 км2. Населення становить 189 ос. (станом на 31 грудня 2020).